# Anthonyrullen
Anthonyrullen er en illustreret oversigt over fartøjer i den engelske flåde. Informationen i rullen blev samlet og fremstillet i kong Henrik 8.s regeringstid, omkring 1540.
Flådefortegnelsen er opkaldt efter ophavsmanden Anthony Anthony, en ledende embedsmand. Oprindelig bestod oversigten af tre kalveskindsruller med illustrationer af 58 skibe og information om størrelse, besætning, bevæbning og udstyr. Rullerne blev fremlagt for Henrik 8. i 1546 og opbevaret i det kongelige bibliotek. I 1680 gav Karl 2. to af rullerne til Samuel Pepys, som fik dem opdelt og samlet i et bind. Bogen opbevares nu i Pepys' bibliotek i Magdalene College ved Universitetet i Cambridge. Den tredje rulle forblev i den kongelige samling indtil Vilhelm 4. gav den til sin datter lady Mary Fox, som solgte den til British Museum i 1858. Denne rulle ejes nu af British Library.
Anthonyrullen er den eneste fuldstændig illustrerede inventarliste over fartøjer i den engelske marine i tudortiden. Anthony Anthony var ikke professionel kunstner, og illustrationernes kunstnerlige værdi er beskrevet som "mønsterkonformt, naivt håndværk", selv om tegningerne også vidner om "en dygtig amatørs form- og farvesans". Listernes tekster har vist sig at være ganske korrekt, men de fleste skibsillustrationer er forenklede og lavet efter en skabelon. Detaljeniveauet for skibenes konstruktion, bevæbning og specielt rigging er derfor temmelig omtrentlig. Ikke desto mindre har afbildningen af skibenes ceremonielle ornamenter givet vigtig sekundærinformation til studierne af tudortidens heraldik, flag og udsmykning af skibe.
For skibe, som er kendt fra tudortiden som Henry Grace à Dieu og Mary Rose, er oplysningerne i Anthonyrullen de eneste kendte kilder fra skibenes samtid. Mary Rose forliste i 1545, og resterne blev hævet i 1982. En sammenligning af informationer om skibene i rullen og de bevarede rester har givet ny indsigt i periodens marinehistorie.